# Maxomys wattsi
Maxomys wattsi é uma espécie de roedor da família Muridae.
Apenas pode ser encontrada na Indonésia.